# Sementivae
Las Sementivae, también conocidas como Feriae Sementivae, Sementina o Sementina dies, fueron unas fiestas de la siembra en la Antigua Roma.
Eran del tipo que los romanos llamaban Feriae conceptivae (o conceptae), es decir, fiestas anuales que no se mantenían en días fijos, sino que eran movibles en función de la fecha que era anunciada por los magistrados o sacerdotes romanos responsables de ellas (quotannis a magistratibus vel sacerdotibus concipiuntur.
Se llevaban a cabo en honor de Ceres (diosa de la agricultura) y Tellus (Madre Tierra), al final de la temporada de siembra invernal, fijadas usualmente por los pontífices en dos días de mercado consecutivos: la primera parte, del 24 al 26 de enero dedicada a Tellus. Las fiestas en honor de Ceres se celebraban una semana después, usualmente a partir del 2 de febrero. 
Las Sementina dies eran celebradas en el tiempo de semillar en Roma con el propósito de pedir una buena cosecha. Sólo duraba un día, que era fijado por los pontífices.

## Paganalias
Al mismo tiempo, en el campo, se celebraban las quizás también conocidas como Paganalias o Paganalia, por ser celebradas por los pagi, que ofrecían durante las fiestas tortas sacrificales hechas de trigo y del sacrificio de una cerda preñada.
Las fiestas Sementivae y Paganalia, pueden ser consideradas de lustración, en el sentido de purificación y protección de las semillas y la siembra. Es probable que al principio se celebrasen en dos momentos, separados por una semana, y que con el tiempo, se establecieran en tres días consecutivos, los días 24, 25 y 26 de enero.